# Sekten
Pour plus de détails, voir Fiche technique et Distribution.
Sekten est un film danois réalisé par Susanne Bier, sorti en 1997.

## Fiche technique
- Titre : Sekten
- Réalisation : Susanne Bier
- Scénario : Susanne Bier, Jakob Grønlykke et Peter Asmussen d'après le livre de Juliane Preisler
- Photographie : Göran Nilsson
- Musique : Hilmar Örn Hilmarsson
- Pays d'origine : Danemark
- Genre : thriller
- Date de sortie : 1997

## Distribution
- Sofie Gråbøl : Mona
- Ellen Hillingsø : Anne
- Sverre Anker Ousdal : Dr. Lack
- Stina Ekblad : Karen
- Ghita Nørby : Svigermor
- Christina Ankerskjold : Freja
- Camilla Søeberg : Bolette
- Ulrich Thomsen : Svane
- Jesper Langberg : Overlæge Frederiksen
- Jesper Christensen : Bror